# Casa del Grito
La Casa del Grito (en portugués: Casa do Grito) es una edificación ubicada en la ciudad de São Paulo, Brasil. Tiene un importante significado histórico, que forma parte de la cultura material de la ciudad de São Paulo ya que está relacionado con el hito de la Proclamación de la Independencia de Brasil en 1822. Su nombre deriva del grito de D. Pedro I cuando proclamó la independencia de Brasil el 7 de septiembre de 1822. El edificio simboliza la casa representada en el cuadro "Independência ou Morte" de Pedro Américo ya que actualmente presenta características similares al cuadro.
El documento más antiguo relativo a este inmueble data de 1844, lo que sugiere hipótesis sobre su fundación. En aquella época, el material de construcción era el "pau-a-pique". La casa fue sometida a algunas reparaciones hasta que adquirió su aspecto actual. La casa permaneció abandonada hasta 1955, cuando una campaña organizada por la Sociedad Geográfica Brasileña y el periódico A Gazeta dio a la propiedad su carácter histórico al identificar su técnica de construcción. A continuación, lanzaron la idea de restaurarlo para su visita pública. Sin duda, esta idea estaba vinculada a las celebraciones del IV Centenario de la ciudad de São Paulo. Las obras de restauración, que incluyeron una falsa ventana, pretendían aproximarla a la casa representada en la obra de Pedro Américo, para caracterizarla con la escenografía compuesta por el artista.
El edificio está declarado como patrimonio histórico por el Consejo de Defensa del Patrimonio Histórico (CONDEPHAAT), que forma parte del acervo de Casas Históricas, bajo la responsabilidad del Departamento de Patrimonio Histórico de São Paulo y alberga diversas exposiciones con temas relacionados con la ciudad.
La Casa do Grito se encuentra dentro del Parque de la Independencia, en el barrio de Ipiranga de São Paulo, y está abierta al público en horarios determinados.